# اليوم العالمي للجمارك

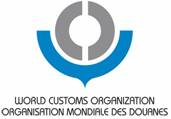
شعار المنظمة العالمية للجمارك

يعقد اليوم العالمي للجمارك في تاريخ 26 يناير من كل سنة، ويوافق هذا التاريخ إنشاء المنظمة العالمية للجمارك. في هذا اليوم، يتم تسليط الضوء على ظروف العمل والتحديات التي يواجهها موظفو الجمارك في وظائفهم حول العالم.

## مواضيع اليوم العالمي للجمارك
| السنة | العنوان                                | تعريف |
| ----- | -------------------------------------- | --- |
| 2019م | حدود ذكيّة                              | يهدف هذا اليوم إلى تشجيع الجمارك حول العالم إلى تحويل حدودها إلى حدود ذكيّة؛ لتسهيل دخول البضائع والمسافرين.                                                       |
| 2018م | بيئة أعمال آمنة للتنمية الاقتصادية     | يحث هذا اليوم الجهات الجمركية على صناعة بيئة أعمال تعزز مشاركتهم في التجارة العابرة للحدود، وتحديد كيفية خدمة الناس، وتمكين التجار.                               |
| 2017م | تحليل البيانات لأجل إدارة فعالة للحدود | يشجع هذا اليوم المجتمع الجمركي العالمي على الاستمرار في جهودهم ونشاطاتهم في هذا مجال تحليل البيانات.                                                              |
| 2016م | الجمارك الرقمية: المشاركة التقدمية     | يعزز هذا اليوم من طموح منظمة الجمارك العالمية لزيادة وتطوير الخدمات والحلول الرقمية، وتسهيل الحياة على المجتمع التجاري، وموظفي الجمارك، والدوائر الحدودية الاخرى. |

## الدول المشاركة في اليوم العالمي للجمارك
تشارك الدول الأعضاء في المنظمة العالمية للجمارك (وعددها 182) في الاحتفال باليوم العالمي للجمارك.

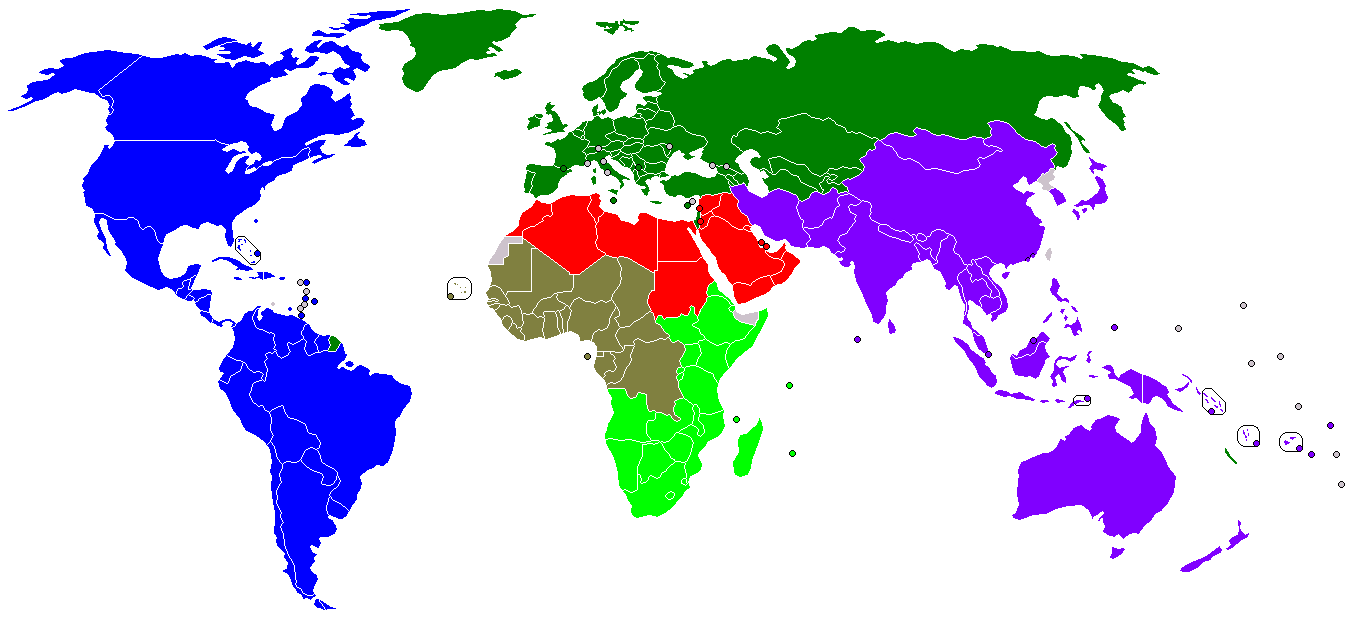
الدول الأعضاء في المنظمة العالمية للجمارك

## طالع أيضًا
- يوم عالمي
- جمرك